# 朱稷
朱稷（1451年—？），字相之，直隸蘇州府常熟縣人，民籍，明朝政治人物。

## 生平
成化十年（1474年）甲午科應天府鄉試第三十七名舉人。弘治三年（1490年）中式庚戌科會試第二十三名，二甲第四十三名進士。

## 家族
曾祖朱文貴；祖父朱子亮；父朱用節，前母陳氏；母鄒氏。永感下。